# Jah Khalib
Pour l’article homonyme, voir Bakhtiyar Mammadov.
Jah Khalib (en kazakh : Джа Ка́либ), né Bakhtiyar Mammadov le 29 septembre 1993 à Almaty au Kazakhstan, est un rappeur, beatmaker et producteur kazakh-azerbaïdjanais.

## Biographie
Bahtiyar Mammadov naît le le 29 septembre 1993 à Almaty d'un père azerbaïdjanais, et d'une mère kazakhe. Dès son enfance, il se passionne pour la musique, notamment le rap. Il a appris à jouer du saxophone dans une école de musique. Il a étudié la musicologie et le management au Conservatoire national kazakh à Almaty.
En tant que beatmaker[Quoi ?] et producteur, il a travaillé avec de nombreux rappeurs kazakhe, notamment avec PR'OXY, Santos, Antrax ou Hirosima. Pour sa carrière solo, l'artiste a choisi d'utiliser un nom de scène, Jah Khalib. Il explique que Khalib est un nom inventé et Jah est le nom de dieu dans le mouvement rastafari. Il a gagné en notoriété grâce aux réseaux sociaux, où il partageait ses bandes son. Parmi ses premières œuvres, les plus populaires sont Tes yeux endormis, SnD, Brûler Jusqu'au cendres et  Tu es pour moi. Jah Khalib est vite devenu populaire non seulement au Kazakhstan, mais aussi dans d'autres pays de l'ex-URSS.
En 2016, il a publié son album solo Au cas où, je suis Baha. Au printemps 2017, il a mis en ligne le clip de la chanson Leila.
En 2015 et 2016, il faisait partie de la liste des stars du show-business et du sport du magazine Forbes Kazakhstan. En juin 2017, il a reçu le prix Prix Muz-TV 2017 dans la catégorie « Révélation de l'année ».
En avril 2023, ses concerts à Moscou et à Saint-Pétersbourg ont été annulés en raison du soutien ouvert de l'Ukraine.

## Discographie

### Albums
| Année | Album                   |
| ----- | ----------------------- |
| 2015  | KHALIBanija Dushi - EP  |
| 2016  | Jazz Groove             |
| 2016  | Tout ce que nous aimons |
| 2016  | Si Th, je suis Bach     |
| 2018  | E.G.O                   |

### Singles
- 2017 : Mamacita
- 2017 : Je t'ai trouvé aujourd'hui

### Clips vidéos
| Année | Titre                    | Réalisateur(s)                 |
| ----- | ------------------------ | ------------------------------ |
| 2015  | ZNNKN                    | Ali Beïsekov Maxim Zadarnovsky |
| 2015  | Sunshine Lady            | Ali Beїsekov                   |
| 2016  | Ange de la constellation | Medet Shayakhmetov             |
| 2017  | Mélodie                  | NC                             |
| 2017  | Leïla                    | Aisultan Seitov                |
| 2018  | Médine                   | Aisultan Seitov                |